# Pietro de' Crescenzi
Pietro de' Crescenzi (en latin, Petrus Crescentius, Petrus a Crescentiis, francisé en Pierre de Crescent ou Pierre de Crescens) (Bologne 1230 - 1320 ou 1321) était un magistrat et un agronome italien du XIIIe siècle, qui fut également un écrivain (de langue latine), auteur d’un traité, le Ruralium commodorum opus.
Il est considéré comme le père de la science agronomique en Italie et est aussi considéré comme le restaurateur de l'agriculture au XIIIe siècle.

## Biographie
Pietro de' Crescenzi reçut une éducation très soignée et il étudia la philosophie et les sciences à l'université de Bologne, déjà célèbre à cette époque. Il suivit le barreau sous le fameux Azon, et exerça pendant quelque temps les fonctions d'avocat et celles d'assesseur du podestat ; mais les troubles qui agitèrent sa patrie l'obligèrent à s'en éloigner. Il voyagea en diverses contrées de l'Italie, fit beaucoup d'observations et recueillit un grand nombre de faits d'une utilité générale. Les troubles s'étant apaisés, il revint à Bologne après trente ans d'absence et y fut nommé sénateur, à l'âge d'environ 70 ans.
Il s'était, beaucoup occupé de ce qui concerne l'agriculture, et il continua ses expériences en cultivant un domaine qu'il possédait au village de Saint-Nicolas, près de sa ville natale, dont le terroir fertile lui a fait donner le surnom de Bologne la Grasse. Il y jouit encore quelques années de la considération et de l'estime générale qu'inspiraient ses lumières et la sagesse de son esprit. Ce fut sur l'invitation de Charles II d'Anjou, roi de Sicile, mort en 1309, qu'il composa son Traité d'économie rurale, dans lequel il réunit à une théorie lumineuse les résultats certains d'une longue pratique, exempte de beaucoup de préjugés qui étaient encore en faveur plus de trois cents ans après.
Carl von Linné a consacré à la mémoire de Crescenzi un genre de plantes de l'Amérique, auquel il a donné le nom de Crescentia.

## Traité d'économie rurale

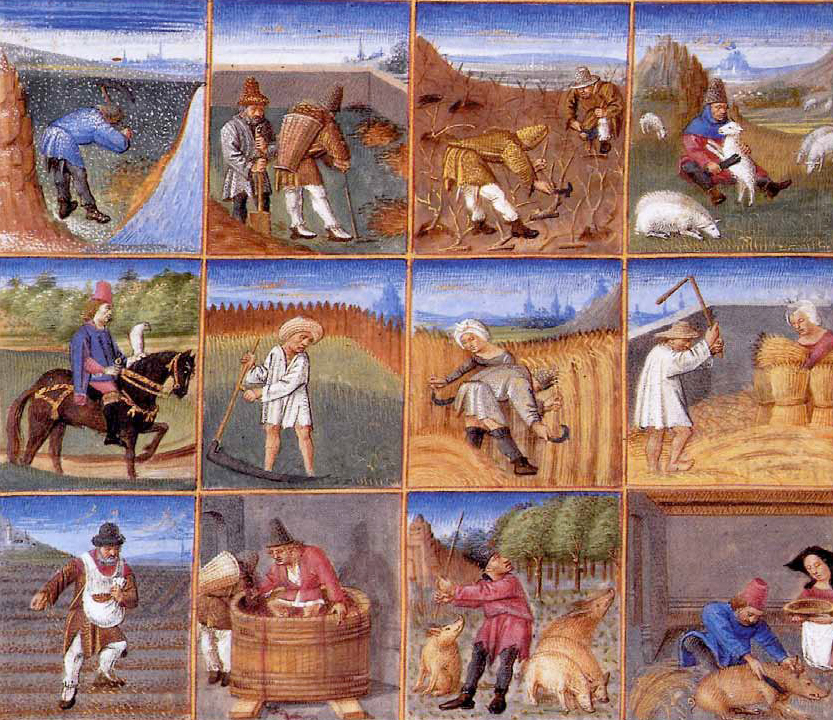
Calendrier issu du Rustican de Pierre de Crescent. Miniature du Maître du Boccace de Genève issue du manuscrit du musée Condé, ms.340, vers 1470-1475.

Le Moyen Âge n’a pas ignoré les traités centrés autour d’une activité donnée comme l’agriculture ; ceux-ci se sont multipliés depuis les œuvres des Anglo-Normand du XIIIe siècle, dont Walter de Henley, au grand traité de Pierre de Crescent au XIVe siècle.
Rédigé entre 1304 et 1306, le Ruralium commodorum opus réunit toute la science agronomique médiévale et tous les souvenirs des auteurs latins, avec une orientation vers l’agriculture méditerranéenne. Cette œuvre se place à mi-chemin entre la compilation qui relève de la tradition latine et des essais en partie originaux, soit théoriques comme le De vegetalibus d’Albert le Grand, soit pratiques comme les traités anglo-normands tels que la Housebondrie de Walter de Henley ou le Livre de Seneschausie et la Fleta de Robert Grossetête.
Le traité de Pietro de' Crescenzi sur l'agriculture est le fruit de l'étude des anciens auteurs rustiques, comme Caton l'Ancien, Varron, Palladius, et même Columelle, quoiqu'on ait assuré positivement que cet auteur n'avait été retrouvé que depuis mais il ne les copie pas seulement et ajoute une longue pratique personnelle[réf. nécessaire].
Tous les savants de l'université de Bologne, ainsi que plusieurs religieux, lui communiquèrent leurs connaissances. Crescenzi, dans sa préface, les remercie d'avoir approuvé et corrigé son œuvre, et les engage à l'améliorer encore.
Cet ouvrage, exécuté avec soin, examiné et revu par plusieurs savants dont Fra Amerigo da Piacenza, est un monument remarquable dans l'histoire de l'agriculture et celle de l'esprit humain. Il fut composé en latin, sous le titre : Opus ruralium commodorum, libri duodecim. Dès qu'il parut, il fit une grande sensation, et fut bientôt répandu dans toute l'Europe. Il fut traduit en italien puis en plusieurs autres langues modernes de l'époque.

### Traduction française de Charles V: le Rustican
Par ordre de Charles V, le livre de Pietro de' Crescenzi est traduit en français dès 1373 (parmi d'autres livres relatifs à l'économie rurale, voir : Jean de Brie et Corbichon). . Le manuscrit de la traduction faite pour ce roi existe encore : il est orné de trois vignettes et très bien conservé. Il a pour titre : Rustican du labour des champs, translaté du latin de Pierre de Crescens en français, par l'ordre de Charles V, roi de France en 1373. Le traducteur n'y est pas nommé.
L'œuvre est appelée le Rustican (ou Livre des profits champêtres ou ruraux) en français dans les copies et éditions suivantes.

### Éditions imprimées
Après l'invention de l'imprimerie, l'ouvrage de Pierre de Crescent, bien que représentatif d’une tradition déjà ancienne, fut l'un des premiers que l'on mit à l'impression en 1471, ce qui laisse supposer sa valeur encore reconnue à l’époque. La plus ancienne édition latine est intitulée : Pétri de Crescentiis, civis Bononiensis opus ruralium commodorum, Augsbourg, 1471, in-fol., extrêmement rare, ainsi qu'une autre faite à Strasbourg dans la même année. Beughem et Ovidio Montalbani (Bumaldo) n'ont pas connu ces éditions, et disent que la première est de 1473. L'une des plus anciennes et la plus belle est celle de Louvain, donnée par Jean de Westphalie en 1474, in-fol.[lire en ligne] ; le caractère en est beau ; ce n'est point l'ancien gothique, mais le gothique réformé, qui approche beaucoup du caractère romain usité depuis. L'éditeur dit effectivement que c'est par un procédé nouveau. C'est le premier ouvrage qui soit sorti des presses de Louvain. Il y en eut ensuite un grand nombre d'éditions avec date et sans date, et même sans indication de lieu ; Strasbourg, 1486, in-fol. ; Vicence, 1490, in-fol. ; Bâle, Henri-Pierre, 1538, in-fol. ; Cracovie, 1571, in-fol., etc[réf. nécessaire].
Gesner l'a inséré dans ses Rei rusticœ scriptores, Leipzig, 2 vol. in-4°. Dans quelques-unes des anciennes éditions, il y a de mauvaises figures de plantes qui sont copiées de l'Hortus sanitatis de Johannes de Cuba. L'ouvrage de Crescenzi fut traduit en italien dès le XIVe siècle, et cette traduction, qui fait autorité dans la langue, fut imprimée à Florence, in-fol. Les Juntes en donnèrent une bonne édition en 1605, in-4° ; la meilleure était celle de Naples, 1724, 2 vol. in-8°, avant l'édition de Milan en 1805, in-8°, dans la Collection des auteurs classiques[réf. nécessaire].
Des écrivains accrédités, tels qu'Adriano Politi, le Bembo et le Redi avaient cru que cette traduction était de Crescenzi lui-même, ou plutôt que cet auteur avait écrit originairement en italien mais il est universellement reconnu aujourd'hui[réf. nécessaire] que le texte latin est l'ouvrage original, et que la traduction italienne est d'un auteur du même siècle qui ne s'est point fait connaître. Coppi l'attribue à Lorenzo Benvenuti, de San Gimignano en Toscane. La traduction de Sansovino, revue par Bastiano de' Rossi, Florence, 1605, in-4°, est plus estimée pour son exactitude ; elle a reparu sous ce litre : Trattato délla agricoltura, Bologne, 1784, in-4°.

### Les éditions en français
La première édition française, faite à Paris en 1486, par Jean Bonhomme à partir du manuscrit du roi Charles V, est intitulée : Prouffits champestres et ruraule, touchant le labour des champs, vignes et jardins, etc., composé en latin par Pierre Crescens, et translaté depuis en langage françois, à la requête de Charles Vf roy de France, en 1373, in-fol. Antoine Vérard en fit une seconde édition à Paris la même année ; toutes les deux sont rares ; une troisième parut dans la même ville chez Galliot du Pré, 1533, in-fol. ; une autre chez Jean et Michel Lenoir, in-fol., sans date (1539), et une cinquième en 1540, sous ce titre : Le bon Mesnaiger. Au présent volume des prouffits champestres et ruraulx, est traité du labour des champs, etc., par Pierre de Crescens. Audit livre est ajousté outre les précédentes impressions, la manière de enter, planter et nourrir tous arbres, selon le jugement de maistre Gorgole de Corne. Le petit traité de Gorgole de Corne, que l'on a ajouté à la fin de l'ouvrage de Crescenzi, lui est très inférieur sous différents rapports ; il est plein des préjugés de l'astrologie[réf. nécessaire].

## Auteur de référence sur la vinification médiévale
Les premiers ouvrages traitant de la culture de la vigne et de l'art de faire du vin ont été rédigés par des auteurs de l'Antiquité comme Caton l'Ancien, Varron, Pline l'Ancien, Columelle, Palladius. Après plusieurs siècles infructueux en occident, de nouveaux traités ont été produits pendant le Moyen Âge. À cette époque comme à la précédente, le sujet était intégré dans la large perspective de l'agriculture. Le livre IV de l'ouvrage Liber ruralium commodorum cité ci-dessus et repris dans De omnibus agriculturæ partibus et de plantarum animaliumque natura et utilitate a contribué à établir un corpus médiéval consistant dans le domaine de la viticulture et de la vinification. Cette œuvre compile en effet « les préceptes empruntés aux agronomes anciens, les coutumes observées dans l'Italie du Nord, et les remarques personnelles de l'auteur, et en matière vinicole [...] des sources livresques [...] principalement inspiré[es] des Géoponiques byzantines [...] dans la traduction partielle qu'en donna Burgundio de Pise au XIIe siècle ».

## Publications
- Ruralia commoda. Augsbourg, Johann Schüssler, "circiter", 16 février 1471[7]
- In commodum ruralium cum figuris libri duodecim. Spire, Peter Drach (de), c. 1490-1495.
- De Agricultura. Venise, Matheo Capcasal, 1495[8].
- (la) De agricultura vulgare, Venezia, Alessandro Bindoni, 1519 (lire en ligne)
- Le Livre des Prouffitz champestres et ruraulx touchant le labour des champs, vignes et jardins. Paris, La veuve de Michel le Noir, 1521.
- Le Bon Mesnaiger. Au present volume des proffitz Champestres et ruraulx est traicté du labour des Champs, vignes, jardins, arbres de tous espèces, De leur nature et bonté, de la nature et vertu des herbes de la manière de nourrir toutes bestes, volailles et oyseaulx de proye... Ledit livre compilé par Pierre des Crescens, jadis bourgeoys de Boulongne la grasse. Nouvellement corrigé, veu et amende sur les vieilz originaulx au par avant imprimez... Paris, Charles Langelier, 1540 ; acheve de imprimer à Paris, par Estienne Caveiller le XVIe jour d'April 1540[9].
- (la) Pietro de' Crescenzi, De omnibus agriculturæ partibus et de plantarum animaliumque natura et utilitate, Basileæ, Henrichus Petri, 1548, 385 p. (lire en ligne)
- Les Profits champêtres de Pierre de Crescens. Paris, Chavane, 1965. Première édition en français moderne, établie d'après le manuscrit de la bibliothèque de l'Arsenal avec une préface de Maurice Genevoix[10].
- Bibliographie et ouvrages en ligne: http://architectura.cesr.univ-tours.fr/Traite/Auteur/Crescenzi.asp?param=

## Sources
- « Pietro de' Crescenzi », dans Louis-Gabriel Michaud, Biographie universelle ancienne et moderne : histoire par ordre alphabétique de la vie publique et privée de tous les hommes avec la collaboration de plus de 300 savants et littérateurs français ou étrangers, 2e édition, 1843-1865 [détail de l’édition]
- Jean-Louis Gaulin, « Sur le vin au Moyen Âge. Pietro de' Crescenzi lecteur et utilisateur des Géoponiques traduites par Burgundio de Pise », Mélanges de l'Ecole française de Rome. Moyen-Age, Temps modernes, vol. 96, no 1,‎ 1984, p. 95-127 (lire en ligne [PDF])